# Santurce (Espanha)
Santurce (em castelhano) ou Santurtzi (em basco) é um município da Espanha na província da Biscaia, comunidade autónoma do País Basco. Faz parte da comarca de Grande Bilbau e tem 6,77 km² de área.[carece de fontes?] Em 2021 tinha 46 085 habitantes (densidade: 6 807,2 hab./km²).